# LKL-2
LKL-2 (též označovaný jako LKL-II) byl vyvinut na přelomu let 1929 a 1930 konstruktéry Lublinského leteckého klubu (Lubelski Klub Lotniczy, LKL). Konstruktéři ing. Jerzy Teisseyre a ing. Marian Bartolewski navrhli třímístné turistické a sportovní letadlo LKL-2, když využili zkušenosti, které získali při konstrukci letadla Lublin R-XII.

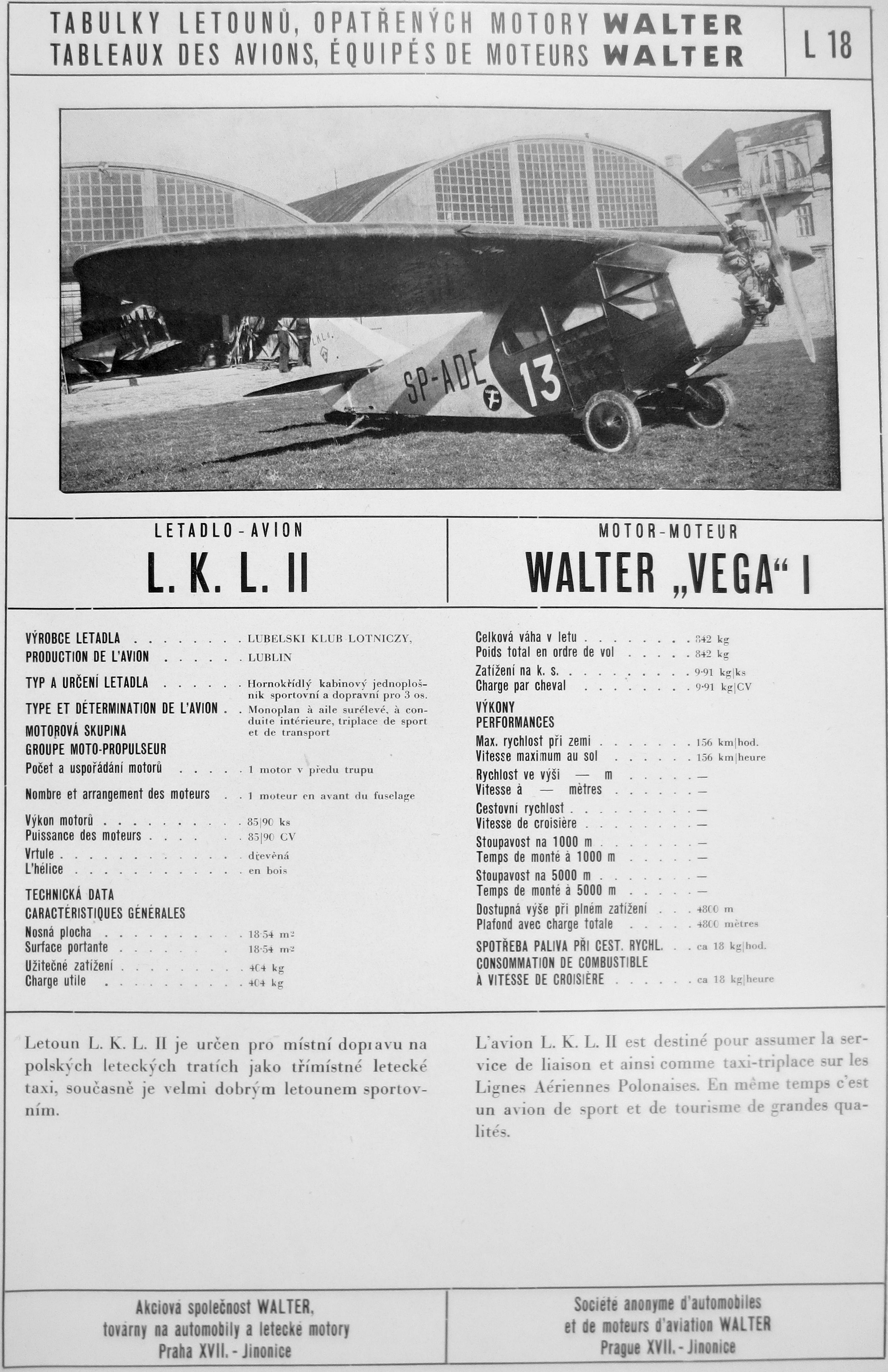
LKL-2 a Walter Vega I (1930)

## Vznik a vývoj
Při návrhu byly použity modifikované výkresy a profil křídla letadla Lublin R-XII . Konstrukce trupu byla podobná s R-XII. Původně byl uvažován motor o výkonu 80 k/59 kW, ale během vývoje letounu tato úvaha byla opuštěna a změněna použití československého hvězdicového motoru Walter Vega o nominálním výkonu 85 koní/62,5 kW.
V roce 1930 byly členy LKL v továrně Plage & Laśkiewicz postavena dvě letadla LKL-2. První letoun LKL-2 bis ”Szafą” byl zalétán Jerzym Zuromskim v polovině července 1930 a v polském civilním leteckém rejstříku obdržel 22. září 1930 imatrikulaci SP-ADE. Druhý letoun LKL-2 obdržel imatrikulaci SP-ADF, ale tento letoun hned při pokusu o první vzlet shořel.
Bartolewski a Teisseyre uvažovali i o vývoji sanitních verzí LKL-2. Také studovali a možná začali v roce 1930 i stavět verzi LKL-3, která měla mít změněný trup a silnější motor, ale k uskutečnění těchto návrhů nebyly získány dostatečné finanční prostředky na jejich dokončení.

## Popis letounu
Třímístný hornoplošník byl smíšené konstrukce ocel-dřevo. Trup letounu byl svařen z ocelových trubek a pokryt plátěným potahem. Přední část trupu s motorem měla opláštění z duralového plechu. Dřevěné křídlo s dvěma nosníky a s překližkovou krytinou mělo v půdorysu eliptický tvar a bylo připevněné přímo na horní část trupu. Kabina byla krytá. Uzavřená kabina měla za místem pilota sedačku pro dva cestující a za ní zavazadlový prostor. Vstup byl přes boční dveře na pravoboku. 
Svislá ocasní plocha měla trojúhelníkový tvar s půlkruhovým směrovým kormidlem. Letoun měl klasický, masivní pevný podvozek. Dvoukolový podvozek byl na vzpěrách, které byly zavěšeny na spodní část trupu, a byl odpérován pryžovými provazci.
Letoun byl poháněn pětiválcovým hvězdicovým motorem Walter Vega o výkonu 63 kW (85 k), který nebyl zakrytován a kompletně vyčníval z přídě letounu. Byl tak účinně vystaven chlazení vzduchem. Výkonové zatížení bylo 9,91 kg/k a spotřeba paliva při cestovní rychlosti ca. 18 kg/h.

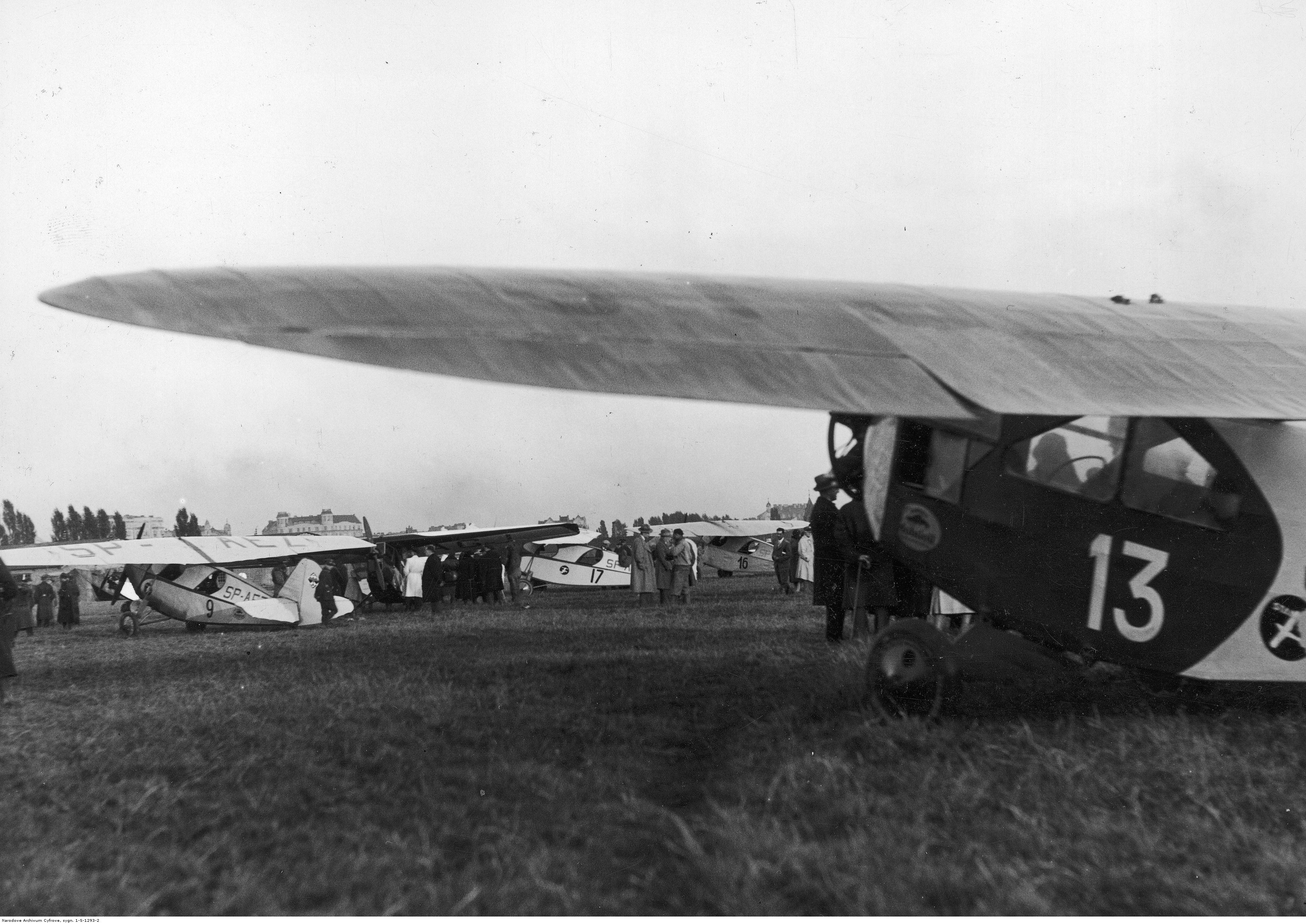
LKL-2 na IV. národní soutěži turistických letadel (1931)

## Použití
Letoun LKL-2 byl určen pro místní přepravu jako třímístné aerotaxi a také jako sportovní letoun. Obě vyrobená letadla se měla zúčastnit II. ročníku mezinárodní soutěže turistických letadel Challenge 1930. Úvaha o účasti na Challenge byla vzata zpět, protože jediný zbývající letoun SP-ADE (LKL-2 bis), po nedobrém konci SP-ADF (LKL-2), testy nedokončil. Letadlo se pak v Polsku účastnilo několika soutěží, ale bez významnějšího úspěchu. Letoun LKL-2 bis byl používán Lublinským leteckým klubem až do roku 1934.
Letoun LKL-2 bis se zúčastnil dvoudenní 1. zimní letecké lublinsko-podlaské soutěže Lublin-Podlaskie (Lubelsko-Podlaskie Zawody Lotnicze w Lublinie) ve dnech 30. ledna - 1. února 1931 a obsadil 5. místo. První ročník společně uspořádaly Lublinský letecký klub a letecká továrna PWS (Podlaska Wytwórnia Samolotów, Podlaská továrna na letadla). Na startu, který se odehrál na továrním letišti Zakłady Mechaniczne Plage-Laśkiewicz, stanulo 9 strojů s dvoučlennými posádkami z 11 přihlášených a absolvovaly trasu Lublin - Zamość - Biała Podlaska - Brest - Lublin dlouhou 379 km. Jerzy Żuromski a Władysław Rosiak, kteří pilotovali LKL-2 bis museli v této soutěži dvakrát vynuceně přistát kvůli chybnému mazání motoru, což snížilo jejich průměrnou rychlost na 81,5 km/h. Soutěž vyhrála posádka Kazimierz Chorzewski a Kazimierz Twardowski z Akademického aeroklubu ve Lvově, která soutěžila s RWD-4.
Ve IV. ročníku národní soutěže turistických letadel (25. září -1. října 1931, IV Krajowy Konkurs Samolotów Turystycznych w Warszawie) Varšava - Poznaň obsadil (st. č. 13) 7. místo z 22 zúčastněných strojů. V obou těchto soutěžích pilotovali letoun Jozef Zuromski a S. Drwal. V Rajdu Lotniczo-Samochodowo-Motocyklowym (Letecká, automobilová a motocyklové rallye, st. č. 2) konané 17. září 1932 obsadil W. Kołaczkowski 3. místo. Soutěž se uskutečnila na trase Krakov-Nowy Sącz-Nowy Targ-Zakopane-Nowy Targ. O den později, ve 4. ročníku letu por. Franciszka Żwirka jihozápadním Polskem konaném 18. září 1932 obsadil 7. místo.

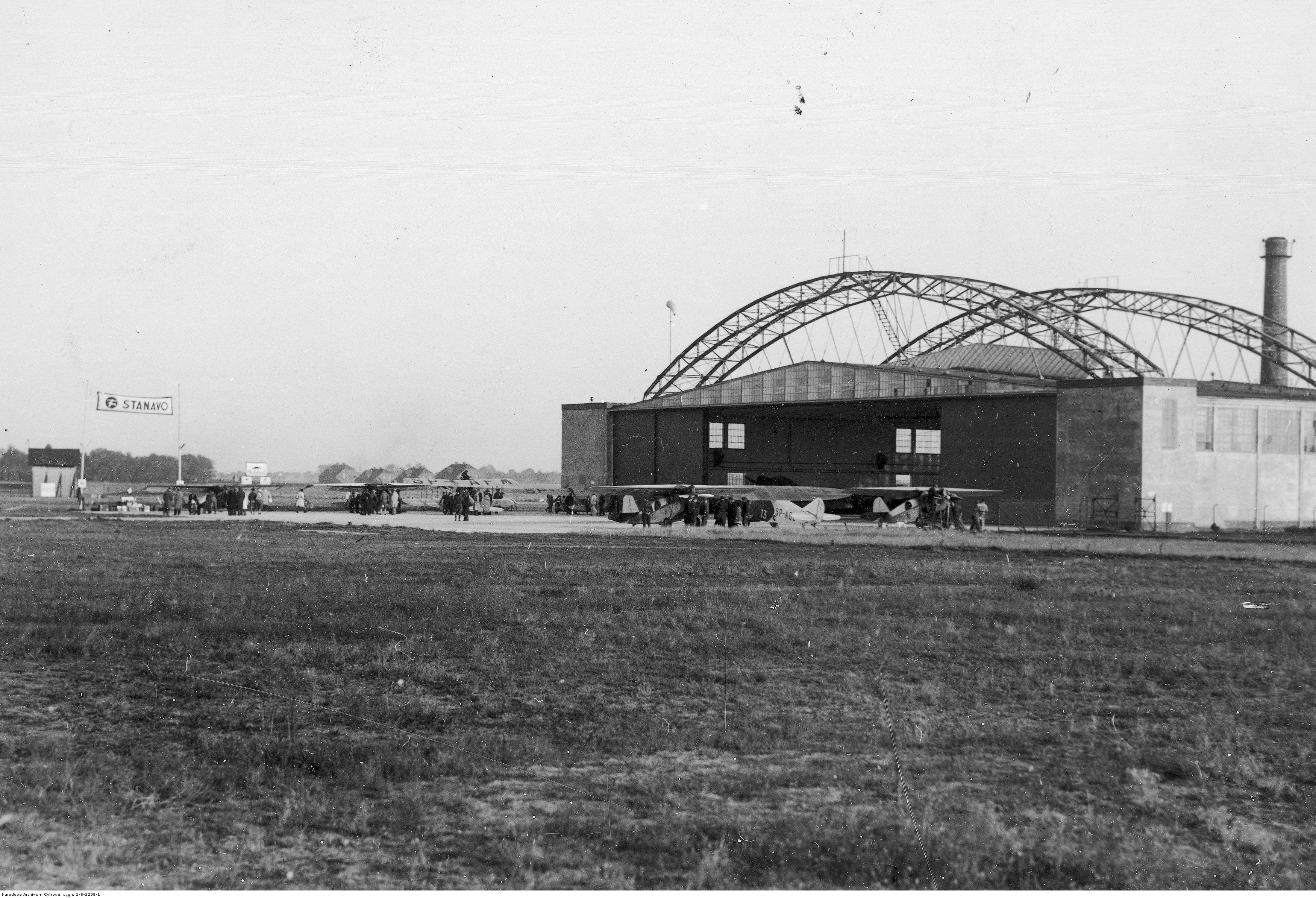
Letiště v Poznani s letadly zapojenými do IV. národní soutěže turistických letadel. Uprostřed LKL-2 (SP-ADE, st. č. 13)

## Uživatelé
- Polsko
  - Lubelski Klub Lotniczy (Lublaňský letecký klub)

## Specifikace
Údaje dle

### Technické údaje
- Posádka: 1
- Kapacita: 2
- Rozpětí křídla: 11,50 m
- Délka: 7,00 m
- Výška: 2,54 m
- Nosná plocha: 18,54 m2
- Plošné zatížení: kg/m2
- Hmotnost prázdného letounu: 438 kg
- Vzletová hmotnost: 842 kg
- Pohonná jednotka: vzduchem chlazený hvězdicový pětiválcový motor Walter Vega
  - nominální výkon: 85 k (62,5 kW) při 1750 ot/min
  - vzletový výkon: 90 k (66,2 kW) při 1800 ot/min
- Vrtule: dřevěná, dvoulistá vrtule s pevnými listy

### Výkony
- Maximální rychlost: 156 km/h
- Cestovní rychlost: 130 km/h
- Přistávací rychlost: 75 km/h
- Dolet: 970 km
- Dostup: 4 800 m
- Stoupavost: 3,5 m/s